# كاترين دالي أوين
كاترين دالي أوين (بالإنجليزية: Catherine Dale Owen)‏ هي ممثلة أمريكية، ولدت في 28 يوليو 1900 في لويفيل في الولايات المتحدة، وتوفيت في 7 سبتمبر 1965 في نيويورك في الولايات المتحدة بسبب سكتة.

## وصلات خارجية
- كاترين دالي أوين على موقع IMDb (الإنجليزية)
- كاترين دالي أوين على موقع قاعدة بيانات برودواي على الإنترنت (الإنجليزية)
- كاترين دالي أوين على موقع قاعدة بيانات الفيلم (الإنجليزية)